# Тастиозек (Карабалицький район)
Тастиозе́к (каз. Тастыөзек) — село у складі Карабалицького району Костанайської області Казахстану. Входить до складу Бурлинського сільського округу.
Населення — 39 осіб (2021; 177 у 2009, 345 у 1999, 380 у 1989).